# 巴西国旗歌
《巴西国旗歌》（葡萄牙語：Hino à Bandeira Nacional）是在向巴西国旗致敬的场合时演奏的歌曲，由巴西诗人奥拉沃·比拉克作词，巴西作曲家佛朗西斯科·布拉加谱曲。这首歌在1906年11月9日第一次被演奏，一度被认为将要取代《巴西国歌》成为新的国歌。
《巴西国旗歌》在过去有着很高的评价，特别是1964年－1985年的独裁统治时期，但是后来人们对它的兴趣慢慢减少。现在只有在11月9日的国旗日才会被演奏。
《巴西国旗歌》有一个特点，那就是歌词合唱部分中的“peito varonil”，如果演唱者是20岁或以下的人，那么要将它唱成“peito juvenil”。

## 歌词
以下是《巴西国旗歌》葡萄牙语歌词和汉语翻译对照。